# Ramiro Marino
Ramiro Martín Marino Carlomagno, né le 13 novembre 1988 à Buenos Aires, est un coureur cycliste argentin, spécialiste du BMX. Il est notamment médaillé de bronze aux championnats du monde.

## Biographie
En 2008, il participe aux Jeux olympiques de Pékin, mais il est éliminé dès les quarts de finale.

## Palmarès en BMX

### Jeux olympiques
- Pékin 2008
  - Éliminé en quarts de finale du BMX

### Championnats du monde
- São Paulo 2006
  -  Médaillé de bronze du BMX juniors
- Adélaïde 2009
  -  Médaillé de bronze du BMX
- Pietermaritzburg 2010
  - 10e  du BMX

### Coupe du monde
- 2009 : 6e du classement général
- 2010 : 10e du classement général
- 2011 : 68e du classement général
- 2014 : 40e du classement général
- 2015 : 28e du classement général
- 2016 : 60e du classement général
- 2017 : 27e du classement général
- 2018 : 98e du classement général

### Championnats panaméricains
- Lima 2014
  -  Médaillé d'argent du BMX
- Santiago 2015
  -  Médaillé de bronze du BMX
- Santiago del Estero 2016
  -  Médaillé de bronze du BMX